# Podsiew (łąkarstwo)
Podsiew łąki lub pastwiska — zabieg mający na celu wprowadzenie do zbiorowiska roślinnego łąki, lub pastwiska nowych roślin przez wysiew ich z nasion. Jest to najstarsza metoda odnawiania użytków zielonych. Wysiew nasion bywa poprzedzony silnym zbronowaniem łąki lub pastwiska w celu przygotowania stanowiska dla roślin podsiewanych. Podsiew użytków zielonych wykonuje się wczesną wiosną tuż przed lub w trakcie ruszania wegetacji (marzec-kwiecień) lub późnym latem — wczesną jesienią (od drugiej połowy sierpnia). 